# Wallonia Association Namur (173)
Wallonia Association Namur was een Belgische voetbalclub uit Namen. WA Namur was aangesloten bij de KBVB met stamnummer 173. De club bestond echter slechts een tweetal decennia, en ging in de Tweede Wereldoorlog op in een fusie met stadsgenoot Namur Sports tot Union Royale Namur. Na de oorlog werd de club heropgericht met het nieuwe stamnummer 3625.

## Geschiedenis
Wallonia Namur sloot aan bij de Belgische Voetbalbond in 1922. In de stad Namen was al verschillende jaren voetbalactiveit en waren al verschillende club opgericht en verdwenen. Enige tijd voor de oprichting van WA Namur was ook Namur Sports (stamnummer 156) ontstaan. In 1930 bereikte Wallonia voor het eerst Bevordering, toen de Derde Klasse. De club kreeg er het jaar nadien het gezelschap van stadsgenoot Namur Sports. In 1932/33 boekte de club al een succes in Bevordering. De ploeg won zijn reeks en promoveerde zo naar Tweede Klasse. Dat seizoen op het tweede nationale niveau eindigde Wallonia echter afgetekend allerlaatste van zijn reeks, met slechts 8 punten uit 26 wedstrijden, en degradeerde zo weer. Twee jaar later zou de club ook uit Bevordering zakken. Na twee seizoenen in de provinciale afdelingen slaagde men er in 1938 toch weer in terug te keren in de nationale bevorderingsreeksen, maar de club eindigde weer als voorlaatste. Het seizoen erop zou echter de normale officiële competitie niet ingericht worden, omwille van de mobilisatie voor de Tweede Wereldoorlog. Tijdens de Tweede Wereldoorlog besloten beide Naamse clubs samen te gaan. De nieuwe club ging Union Royale Namur heten en speelde verder met stamnummer 156 van het vroeger Namur Sports. Het stamnummer 173 van Wallonia verdween voorgoed.
In 1945, op het eind van de Tweede Wereldoorlog, keerden de vroegere mensen van Wallonia terug. Men was niet tevreden met een fusie, en de club werd heropgericht. Het nieuwe Wallonia Association Namur diende echter als een nieuwe club ingeschreven te worden bij de Belgische Voetbalbond. De nieuwe club kreeg stamnummer 3625 toegekend en ging van start in de lagere reeksen.

## Resultaten
| 1922/23 |   |    | ?   |   | Prov. reeksen                             | ?                                         |                                           |                                           |                                           |                                           |                                           |                                           |                                           |                                           |                                           |                                           |                                           |
| 1923/24 |   |    | ?   |   | Prov. reeksen                             | ?                                         |                                           |                                           |                                           |                                           |                                           |                                           |                                           |                                           |                                           |                                           |                                           |
| 1924/25 |   |    | ?   |   | Prov. reeksen                             | ?                                         |                                           |                                           |                                           |                                           |                                           |                                           |                                           |                                           |                                           |                                           |                                           |
| 1925/26 |   |    | ?   |   | Prov. reeksen                             | ?                                         |                                           |                                           |                                           |                                           |                                           |                                           |                                           |                                           |                                           |                                           |                                           |
|         | I | II | III | P | Vanaf 1926/27 zijn er 3 nationale niveaus | Vanaf 1926/27 zijn er 3 nationale niveaus | Vanaf 1926/27 zijn er 3 nationale niveaus | Vanaf 1926/27 zijn er 3 nationale niveaus | Vanaf 1926/27 zijn er 3 nationale niveaus | Vanaf 1926/27 zijn er 3 nationale niveaus | Vanaf 1926/27 zijn er 3 nationale niveaus | Vanaf 1926/27 zijn er 3 nationale niveaus | Vanaf 1926/27 zijn er 3 nationale niveaus | Vanaf 1926/27 zijn er 3 nationale niveaus | Vanaf 1926/27 zijn er 3 nationale niveaus | Vanaf 1926/27 zijn er 3 nationale niveaus | Vanaf 1926/27 zijn er 3 nationale niveaus |
| 1926/27 |   |    |     | ? | Prov. reeksen                             | ?                                         |                                           |                                           |                                           |                                           |                                           |                                           |                                           |                                           |                                           |                                           |                                           |
| 1927/28 |   |    |     | ? | Prov. reeksen                             | ?                                         |                                           |                                           |                                           |                                           |                                           |                                           |                                           |                                           |                                           |                                           |                                           |
| 1928/29 |   |    |     | ? | Prov. reeksen                             | ?                                         |                                           |                                           |                                           |                                           |                                           |                                           |                                           |                                           |                                           |                                           |                                           |
| 1929/30 |   |    |     | ? | Prov. reeksen                             | ?                                         |                                           |                                           |                                           |                                           |                                           |                                           |                                           |                                           |                                           |                                           |                                           |
| 1930/31 |   |    | 14  |   | Bevordering C                             | 11                                        |                                           |                                           |                                           |                                           |                                           |                                           |                                           |                                           |                                           |                                           |                                           |
| 1931/32 |   |    | 2   |   | Bevordering C                             | 35                                        |                                           |                                           |                                           |                                           |                                           |                                           |                                           |                                           |                                           |                                           |                                           |
| 1932/33 |   |    | 1   |   | Bevordering C                             | 37                                        |                                           |                                           |                                           |                                           |                                           |                                           |                                           |                                           |                                           |                                           |                                           |
| 1933/34 |   | 14 |     |   | Eerste afdeling B                         | 8                                         |                                           |                                           |                                           |                                           |                                           |                                           |                                           |                                           |                                           |                                           |                                           |
| 1934/35 |   |    | 7   |   | Bevordering C                             | 25                                        |                                           |                                           |                                           |                                           |                                           |                                           |                                           |                                           |                                           |                                           |                                           |
| 1935/36 |   |    | 13  |   | Bevordering A                             | 12                                        |                                           |                                           |                                           |                                           |                                           |                                           |                                           |                                           |                                           |                                           |                                           |
| 1936/37 |   |    |     | ? | Prov. reeksen                             | ?                                         |                                           |                                           |                                           |                                           |                                           |                                           |                                           |                                           |                                           |                                           |                                           |
| 1937/38 |   |    |     | ? | Prov. reeksen                             | ?                                         |                                           |                                           |                                           |                                           |                                           |                                           |                                           |                                           |                                           |                                           |                                           |
| 1938/39 |   |    | 13  |   | Bevordering B                             | 13                                        |                                           |                                           |                                           |                                           |                                           |                                           |                                           |                                           |                                           |                                           |                                           |
| 1939/40 |   |    |     | ? | Prov. reeksen                             | ?                                         |                                           |                                           |                                           |                                           |                                           |                                           |                                           |                                           |                                           |                                           |                                           |
| 1940/41 |   |    |     | ? | Prov. reeksen                             | ?                                         |                                           |                                           |                                           |                                           |                                           |                                           |                                           |                                           |                                           |                                           |                                           |